# Hongkongs voetbalelftal (mannen)
Het Hongkongs voetbalelftal is een team van voetballers dat Hongkong vertegenwoordigt bij internationale wedstrijden en competities, zoals de (kwalificatie)wedstrijden voor het wereldkampioenschap voetbal en het Aziatisch kampioenschap.
Tot 1997 was Hongkong een kolonie van het Verenigd Koninkrijk, sindsdien hoort het bij China, maar Hongkong profiteert van het Eén land, twee systemen en kan daarom zijn voetbalelftal behouden. Vaak wordt de ploeg wel als Hongkong, China aangeduid.

## Deelname aan internationale toernooien

### Wereldkampioenschap
Op 17 mei 1973 speelt Hongkong de eerste kwalificatiewedstrijd voor het wereldkampioenschap voetbal. In Seoel wordt tegen Maleisië gespeeld en met 1–0 gewonnen (door een doelpunt van Lo Hung Hoi). Het land komt vervolgens door een poule met Japan en Zuid-Vietnam en plaatst zich voor de halve finale van het kwalificatietoernooi. In die halve finale wordt echter met 1–3 van Zuid-Korea verloren.
Hongkong kon zich nog niet plaatsen voor een WK maar een van de meest memorabele wedstrijden was in 1985 toen het tegen China speelde. China had genoeg aan een gelijkspel om naar de volgende ronde te gaan maar tot ieders verbazing won Hongkong met 2–1. Tot op de dag van vandaag wordt deze wedstrijd herdacht in Hongkong en China, waar ze het een van de meest vernederende voetbalnederlagen in hun geschiedenis vinden.
| Overzicht wereldkampioenschap | Overzicht wereldkampioenschap | Overzicht wereldkampioenschap | Overzicht wereldkampioenschap | Overzicht wereldkampioenschap | Overzicht wereldkampioenschap | Overzicht wereldkampioenschap | Overzicht wereldkampioenschap | Overzicht wereldkampioenschap |
| Jaar                          | Ronde                         | Wed.                          | W                             | G                             | V                             | DV                            | DT                            |                               |
| ----------------------------- | ----------------------------- | ----------------------------- | ----------------------------- | ----------------------------- | ----------------------------- | ----------------------------- | ----------------------------- | ----------------------------- |
| 1974                          | Niet gekwalificeerd           | Niet gekwalificeerd           | Niet gekwalificeerd           | Niet gekwalificeerd           | Niet gekwalificeerd           | Niet gekwalificeerd           | Niet gekwalificeerd           |                               |
| 1978                          | Niet gekwalificeerd           | Niet gekwalificeerd           | Niet gekwalificeerd           | Niet gekwalificeerd           | Niet gekwalificeerd           | Niet gekwalificeerd           | Niet gekwalificeerd           |                               |
| 1982                          | Niet gekwalificeerd           | Niet gekwalificeerd           | Niet gekwalificeerd           | Niet gekwalificeerd           | Niet gekwalificeerd           | Niet gekwalificeerd           | Niet gekwalificeerd           |                               |
| 1986                          | Niet gekwalificeerd           | Niet gekwalificeerd           | Niet gekwalificeerd           | Niet gekwalificeerd           | Niet gekwalificeerd           | Niet gekwalificeerd           | Niet gekwalificeerd           |                               |
| 1990                          | Niet gekwalificeerd           | Niet gekwalificeerd           | Niet gekwalificeerd           | Niet gekwalificeerd           | Niet gekwalificeerd           | Niet gekwalificeerd           | Niet gekwalificeerd           |                               |
| 1994                          | Niet gekwalificeerd           | Niet gekwalificeerd           | Niet gekwalificeerd           | Niet gekwalificeerd           | Niet gekwalificeerd           | Niet gekwalificeerd           | Niet gekwalificeerd           |                               |
| 1998                          | Niet gekwalificeerd           | Niet gekwalificeerd           | Niet gekwalificeerd           | Niet gekwalificeerd           | Niet gekwalificeerd           | Niet gekwalificeerd           | Niet gekwalificeerd           |                               |
| 2002                          | Niet gekwalificeerd           | Niet gekwalificeerd           | Niet gekwalificeerd           | Niet gekwalificeerd           | Niet gekwalificeerd           | Niet gekwalificeerd           | Niet gekwalificeerd           |                               |
| 2006                          | Niet gekwalificeerd           | Niet gekwalificeerd           | Niet gekwalificeerd           | Niet gekwalificeerd           | Niet gekwalificeerd           | Niet gekwalificeerd           | Niet gekwalificeerd           |                               |
| 2010                          | Niet gekwalificeerd           | Niet gekwalificeerd           | Niet gekwalificeerd           | Niet gekwalificeerd           | Niet gekwalificeerd           | Niet gekwalificeerd           | Niet gekwalificeerd           |                               |
| 2014                          | Niet gekwalificeerd           | Niet gekwalificeerd           | Niet gekwalificeerd           | Niet gekwalificeerd           | Niet gekwalificeerd           | Niet gekwalificeerd           | Niet gekwalificeerd           |                               |
| 2018                          | Niet gekwalificeerd           | Niet gekwalificeerd           | Niet gekwalificeerd           | Niet gekwalificeerd           | Niet gekwalificeerd           | Niet gekwalificeerd           | Niet gekwalificeerd           |                               |
| 2022                          | Niet gekwalificeerd           | Niet gekwalificeerd           | Niet gekwalificeerd           | Niet gekwalificeerd           | Niet gekwalificeerd           | Niet gekwalificeerd           | Niet gekwalificeerd           | Niet gekwalificeerd           |
| 2026                          | Niet gekwalificeerd           | Niet gekwalificeerd           | Niet gekwalificeerd           | Niet gekwalificeerd           | Niet gekwalificeerd           | Niet gekwalificeerd           | Niet gekwalificeerd           |                               |

### Aziatisch kampioenschap
| Overzicht Aziatisch kampioenschap | Overzicht Aziatisch kampioenschap | Overzicht Aziatisch kampioenschap | Overzicht Aziatisch kampioenschap | Overzicht Aziatisch kampioenschap | Overzicht Aziatisch kampioenschap | Overzicht Aziatisch kampioenschap | Overzicht Aziatisch kampioenschap | Overzicht Aziatisch kampioenschap |
| Jaar                              | Ronde                             | Wed.                              | W                                 | G                                 | V                                 | DV                                | DT                                | Kwal                              |
| --------------------------------- | --------------------------------- | --------------------------------- | --------------------------------- | --------------------------------- | --------------------------------- | --------------------------------- | --------------------------------- | --------------------------------- |
| 1956                              | Derde                             | 3                                 | 0                                 | 2                                 | 1                                 | 6                                 | 7                                 |                                   |
| 1960                              | Niet gekwalificeerd               | Niet gekwalificeerd               | Niet gekwalificeerd               | Niet gekwalificeerd               | Niet gekwalificeerd               | Niet gekwalificeerd               | Niet gekwalificeerd               | Niet gekwalificeerd               |
| 1964                              | Vierde                            | 3                                 | 0                                 | 0                                 | 3                                 | 1                                 | 5                                 | (Kwal.)                           |
| 1968                              | Vijfde                            | 4                                 | 0                                 | 1                                 | 3                                 | 2                                 | 11                                | (Kwal.)                           |
| 1972                              | Niet gekwalificeerd               | Niet gekwalificeerd               | Niet gekwalificeerd               | Niet gekwalificeerd               | Niet gekwalificeerd               | Niet gekwalificeerd               | Niet gekwalificeerd               | Niet gekwalificeerd               |
| 1976                              | Niet gekwalificeerd               | Niet gekwalificeerd               | Niet gekwalificeerd               | Niet gekwalificeerd               | Niet gekwalificeerd               | Niet gekwalificeerd               | Niet gekwalificeerd               | Niet gekwalificeerd               |
| 1980                              | Niet gekwalificeerd               | Niet gekwalificeerd               | Niet gekwalificeerd               | Niet gekwalificeerd               | Niet gekwalificeerd               | Niet gekwalificeerd               | Niet gekwalificeerd               | Niet gekwalificeerd               |
| 1984                              | Niet gekwalificeerd               | Niet gekwalificeerd               | Niet gekwalificeerd               | Niet gekwalificeerd               | Niet gekwalificeerd               | Niet gekwalificeerd               | Niet gekwalificeerd               | Niet gekwalificeerd               |
| 1988                              | Niet gekwalificeerd               | Niet gekwalificeerd               | Niet gekwalificeerd               | Niet gekwalificeerd               | Niet gekwalificeerd               | Niet gekwalificeerd               | Niet gekwalificeerd               | Niet gekwalificeerd               |
| 1992                              | Niet gekwalificeerd               | Niet gekwalificeerd               | Niet gekwalificeerd               | Niet gekwalificeerd               | Niet gekwalificeerd               | Niet gekwalificeerd               | Niet gekwalificeerd               | Niet gekwalificeerd               |
| 1996                              | Niet gekwalificeerd               | Niet gekwalificeerd               | Niet gekwalificeerd               | Niet gekwalificeerd               | Niet gekwalificeerd               | Niet gekwalificeerd               | Niet gekwalificeerd               | Niet gekwalificeerd               |
| 2000                              | Niet gekwalificeerd               | Niet gekwalificeerd               | Niet gekwalificeerd               | Niet gekwalificeerd               | Niet gekwalificeerd               | Niet gekwalificeerd               | Niet gekwalificeerd               | Niet gekwalificeerd               |
| 2004                              | Niet gekwalificeerd               | Niet gekwalificeerd               | Niet gekwalificeerd               | Niet gekwalificeerd               | Niet gekwalificeerd               | Niet gekwalificeerd               | Niet gekwalificeerd               | Niet gekwalificeerd               |
| 2007                              | Niet gekwalificeerd               | Niet gekwalificeerd               | Niet gekwalificeerd               | Niet gekwalificeerd               | Niet gekwalificeerd               | Niet gekwalificeerd               | Niet gekwalificeerd               | Niet gekwalificeerd               |
| 2011                              | Niet gekwalificeerd               | Niet gekwalificeerd               | Niet gekwalificeerd               | Niet gekwalificeerd               | Niet gekwalificeerd               | Niet gekwalificeerd               | Niet gekwalificeerd               | Niet gekwalificeerd               |
| 2015                              | Niet gekwalificeerd               | Niet gekwalificeerd               | Niet gekwalificeerd               | Niet gekwalificeerd               | Niet gekwalificeerd               | Niet gekwalificeerd               | Niet gekwalificeerd               | Niet gekwalificeerd               |
| 2019                              | Niet gekwalificeerd               | Niet gekwalificeerd               | Niet gekwalificeerd               | Niet gekwalificeerd               | Niet gekwalificeerd               | Niet gekwalificeerd               | Niet gekwalificeerd               | Niet gekwalificeerd               |
| 2023                              | Groepsfase                        | 3                                 | 0                                 | 0                                 | 3                                 | 1                                 | 7                                 | (Kwal.)                           |

### Oost-Aziatisch kampioenschap
| Overzicht Oost-Aziatisch kampioenschap | Overzicht Oost-Aziatisch kampioenschap | Overzicht Oost-Aziatisch kampioenschap | Overzicht Oost-Aziatisch kampioenschap | Overzicht Oost-Aziatisch kampioenschap | Overzicht Oost-Aziatisch kampioenschap | Overzicht Oost-Aziatisch kampioenschap | Overzicht Oost-Aziatisch kampioenschap | Overzicht Oost-Aziatisch kampioenschap |
| Jaar                                   | Ronde                                  | Wed.                                   | W                                      | G                                      | V                                      | DV                                     | DT                                     | Kwal                                   |
| -------------------------------------- | -------------------------------------- | -------------------------------------- | -------------------------------------- | -------------------------------------- | -------------------------------------- | -------------------------------------- | -------------------------------------- | -------------------------------------- |
| 2003                                   | Vierde                                 | 3                                      | 0                                      | 0                                      | 3                                      | 2                                      | 7                                      | (Kwal.)                                |
| 2005                                   | Niet gekwalificeerd                    | Niet gekwalificeerd                    | Niet gekwalificeerd                    | Niet gekwalificeerd                    | Niet gekwalificeerd                    | Niet gekwalificeerd                    | Niet gekwalificeerd                    | Niet gekwalificeerd                    |
| 2008                                   | Niet gekwalificeerd                    | Niet gekwalificeerd                    | Niet gekwalificeerd                    | Niet gekwalificeerd                    | Niet gekwalificeerd                    | Niet gekwalificeerd                    | Niet gekwalificeerd                    | Niet gekwalificeerd                    |
| 2010                                   | Vierde                                 | 3                                      | 0                                      | 0                                      | 3                                      | 0                                      | 10                                     | (Kwal.)                                |
| 2013                                   | Niet gekwalificeerd                    | Niet gekwalificeerd                    | Niet gekwalificeerd                    | Niet gekwalificeerd                    | Niet gekwalificeerd                    | Niet gekwalificeerd                    | Niet gekwalificeerd                    | Niet gekwalificeerd                    |
| 2015                                   | Niet gekwalificeerd                    | Niet gekwalificeerd                    | Niet gekwalificeerd                    | Niet gekwalificeerd                    | Niet gekwalificeerd                    | Niet gekwalificeerd                    | Niet gekwalificeerd                    | Niet gekwalificeerd                    |
| 2017                                   | Niet gekwalificeerd                    | Niet gekwalificeerd                    | Niet gekwalificeerd                    | Niet gekwalificeerd                    | Niet gekwalificeerd                    | Niet gekwalificeerd                    | Niet gekwalificeerd                    | Niet gekwalificeerd                    |
| 2019                                   | Vierde                                 | 3                                      | 0                                      | 0                                      | 3                                      | 0                                      | 9                                      | (Kwal.)                                |
| 2022                                   | Vierde                                 | 3                                      | 0                                      | 0                                      | 3                                      | 0                                      | 10                                     |                                        |
| 2025                                   | Vierde                                 | 3                                      | 0                                      | 0                                      | 3                                      | 1                                      | 9                                      | (Kwal.)                                |

## FIFA-wereldranglijst[2]
| 1993 | 1994 | 1995 | 1996 | 1997 | 1998 | 1999 | 2000 | 2001 | 2002 | 2003 | 2004 | 2005 | 2006 | 2007 | 2008 | 2009 | 2010 | 2011 | 2012 | 2013 | 2014 | 2015 | 2016 | 2017 | 2018 |
| ---- | ---- | ---- | ---- | ---- | ---- | ---- | ---- | ---- | ---- | ---- | ---- | ---- | ---- | ---- | ---- | ---- | ---- | ---- | ---- | ---- | ---- | ---- | ---- | ---- | ---- |
| 112  | 98   | 111  | 124  | 129  | 136  | 122  | 123  | 137  | 150  | 142  | 133  | 117  | 117  | 125  | 151  | 143  | 146  | 169  | 163  | 140  | 156  | 137  | 139  | 144  | 141  |

## Statistieken
- Bijgewerkt tot en met de AK-kwalificatiewedstrijd tegen  Libanon (0–2) op 28 maart 2017.

### Van jaar tot jaar
| Jaar | Interlands | Interlands | Interlands | Interlands | Doelpunten | Doelpunten | Doelpunten | Punten |
| Jaar | Duels      | Winst      | Gelijk     | Verlies    | Voor       | Tegen      | Saldo      | Punten |
| ---- | ---------- | ---------- | ---------- | ---------- | ---------- | ---------- | ---------- | ------ |
| 2010 | 10         | 3          | 2          | 5          | 10         | 23         | –13        | 0.800  |
| 2011 | 7          | 2          | 2          | 3          | 15         | 13         | +2         | 0.857  |
| 2012 | 10         | 4          | 1          | 5          | 12         | 15         | –3         | 0.900  |
| 2013 | 7          | 2          | 1          | 4          | 2          | 11         | –9         | 0.714  |
| 2014 | 8          | 2          | 2          | 4          | 6          | 16         | –10        | 0.750  |
| 2015 | 11         | 6          | 3          | 2          | 19         | 4          | +15        | 1.363  |
| 2016 | 9          | 5          | 0          | 4          | 17         | 14         | +3         | 1.111  |
| 2017 | 2          | 0          | 0          | 2          | 0          | 6          | –6         | 0.000  |

## Coaches
- Tom Sneddon (1954-1956)
- Frans van Balkom (1976-1977)
- Peter McParland (1980)
- George Knobel (1980-1981)
- Arie van der Zouwen (2000-2001)

HKFA · 
Lijst van A-internationals · 
Hongkongs vrouwenelftal
1960 – 1969 ·
1970 – 1979 ·
1980 – 1989 ·
1990 – 1999 ·
2000 – 2009 ·
2010 – 2019 ·
2020 − 2029
Afghanistan ·
Argentinië ·
Australië ·
Bahrein ·
Bangladesh ·
Bhutan ·
Brazilië ·
Brunei ·
Cambodja ·
Canada ·
China ·
Colombia ·
Denemarken ·
Estland ·
Fiji ·
Filipijnen ·
Guam ·
India ·
Indonesië ·
Irak ·
Iran ·
Israël ·
Japan ·
Jemen ·
Joegoslavië ·
Jordanië ·
Koeweit ·
Kroatië ·
Laos ·
Libanon ·
Liechtenstein ·
Macau ·
Malediven ·
Maleisië ·
Marokko ·
Mauritius ·
Mongolië ·
Myanmar ·
Nepal ·
Noord-Korea ·
Noorwegen ·
Oezbekistan ·
Oman ·
Oost-Timor ·
Palestina ·
Paraguay ·
Qatar ·
Salomonseilanden ·
Saoedi-Arabië ·
Singapore ·
Sri Lanka ·
Syrië ·
Tadzjikistan ·
Taiwan ·
Thailand ·
Turkmenistan ·
Verenigde Arabische Emiraten ·
Vietnam ·
Zuid-Korea ·
Zuid-Vietnam ·
Zwitserland